# Bubastis-Kanal

Verlauf des Pharaonenkanals zur Zeit Pharao Sesostris III. (1878–1839 v. Chr.) mit vermuteter Verbindung zum Roten Meer

Der im Altertum angelegte Bubastis-Kanal (auch Ismailia-Kanal oder Necho-Kanal) gilt als Vorläufer des Sueskanals, obwohl er einen anderen Verlauf hatte: von Bubastis im östlichen Nildelta (dem heutigen Zagazig) in östlicher Richtung durch das Wadi Tumilat zum Timsahsee und von dort nach Süden ins Rote Meer. Die Gemeinsamkeit mit dem Sueskanal besteht eher in der Funktion einer schiffbaren Verbindung zum Roten Meer, an der die am Nil und im Nildelta ansässigen Ägypter eher interessiert waren als an einer Verbindung von Mittelmeer und Rotem Meer.
Der heutige Ismailia-Kanal zwischen Kairo und Ismailia ist ein Nachfolger des Bubastis-Kanals. Er dient seit dem Bau des Sueskanals der Wasserversorgung der Orte am Sueskanal und entlang dieses Kanals.

## Kanalbauten im Alten Ägypten

### Kanal im Mittleren oder Neuen Reich?
Es soll einen kleineren Kanal nördlich des späteren Bubastis-Kanals gegeben haben, der aber wohl nicht bis zum Roten Meer geführt wurde. Es gibt jedoch offenbar keine altägyptischen Zeugnisse, die diesen Kanal eindeutig belegen. Aus den Angaben von Aristoteles, Strabon und Plinius dem Älteren leiten einige ab, dass ein Kanalbau in der Zeit von Pharao Sesostris I. (1956 bis 1910 v. Chr.) erfolgt sei. Andere schreiben den Kanalbau bzw. die Behebung zwischenzeitlicher Versandungen dem Pharao Sesostris III. (1878 bis 1839 v. Chr.) bzw. Sethos I. (1290 bis 1279 v. Chr.) und Ramses II. (1279 bis 1213 v. Chr.) zu. Als Gründe dafür, dass der Kanal wohl nicht bis ins Rote Meer geführt wurde, werden zum einen die damals offenbar verbreitete Meinung genannt, dass der Wasserspiegel des Roten Meers höher liege als das Nildelta und deshalb das Nildelta überschwemmt werde, zum anderen die Befürchtung, dass auch bei gleichem Niveau Salzwasser in das Kanalsystem eindringen und dadurch die Bewässerung schädigen könne.

### Kanal des Necho II. in der Spätzeit
Der Kanalbau durch Necho II. (610 bis 595 v. Chr.) von Bubastis durch das Wadi Tumilat, von dem Herodot berichtet, ist wohl unumstritten. Allerdings hat auch Necho II. den Kanal wahrscheinlich nicht fertiggestellt, laut Herodot wegen eines ungünstigen Orakelspruchs, tatsächlich aber wohl wegen eines Krieges mit den Babyloniern unter Nebukadnezar II.
Psammetich I., der Vater und Vorgänger Nechos, hatte bereits eine griechische Söldnerflotte aufgestellt und den griechischen Handel in seinem Reich gefördert. Necho II. verstärkte diese maritimen Anstrengungen.
Herodot schrieb über den Kanal:

„Der Sohn des Psammetichos war Nekos (Necho II.); er folgte seinem Vater auf den Thron. Er war der erste, der mit dem Bau jenes Kanals in das Rote Meer begann, den später der Perser Dareios vollendete. Die Länge (des Kanals) entspricht einer Fahrt von vier Tagen. Seine Breite wurde so ausgehoben, dass zwei Dreiruderer mit ausgefahrenen Rudern nebeneinander fahren können. Er erhält sein Wasser aus dem Nil. Der Kanal beginnt etwas oberhalb der Stadt Bubastis und führt an der arabischen Stadt Patumos vorbei ins Rote Meer. Ausgehoben wurde er zunächst auf den Teilen der ägyptischen Ebene, die nach Arabien weisen und über der sich die Berge befinden, die sich bis in die Nähe von Memphis erstrecken, wo die Steinbrüche liegen. Am Fuß dieser Berge verläuft der Kanal eine lange Strecke von Westen nach Osten; danach wendet er sich zu einem Einschnitt in den Hügeln und strebt von diesen Bergen nach Süden und gegen den Südwind dem Arabischen Golf zu. Nun, an der kürzesten und schmalsten Stelle zwischen dem nördlichen und dem auch Rotes Meer genannten südlichen Meer, also vom Berg Kasion aus, der die Grenze zwischen Ägypten und Syrien bildet, beträgt die Entfernung genau 1.000 Stadien bis zum arabischen Golf. Das ist der kürzeste Weg. Aber der Graben ist viel länger mit seinen vielen Krümmungen; und während der Herrschaft von Nekos starben 12.000 Ägypter beim Bau des Kanals. Nun, mitten in der Arbeit hörte Nekos auf, weil ein Orakelspruch ihm abriet: was er baue, sei Vorarbeit für die Barbaren. Unter Barbaren verstehen die Ägypter alle Völker, die nicht ihre Sprache sprechen. Nachdem er also die Arbeiten eingestellt hatte, begann Nekos mit heftigen Kriegen. Er ließ Dreiruderer bauen, einige für das nördliche Meer und andere im Arabischen Golf für das Rote Meer; und die Bauhütten kann man noch sehen.“

Etwas später schreibt Herodot, die Arabische Halbinsel ende „am Arabischen Golf, in den Dareios den Kanal aus dem Nil führte“, erwähnt aber an anderer Stelle im Zusammenhang mit dem Erdteil Afrika: „Als der Bau des Kanals, der vom Nil zum Arabischen Golf führen sollte, fertig war, sandte er Phöniker aus“, um Afrika, ausgehend von dem Kanal, im Uhrzeigersinn zu umrunden. Daraus ließe sich folgern, dass Herodot von der Fertigstellung des Kanals schon unter Necho II. als Voraussetzung der Umrundung Afrikas schreibt und er sich also selbst widerspricht.
Bei der von Herodot angegebenen Zahl der Toten beim Kanalbau dürfte es sich um eine seiner häufigen Übertreibungen handeln.

### Kanal des Dareios I.
Dareios I. (521 bis 486 v. Chr.) erneuerte diesen Kanal und führte ihn bis zum Roten Meer. Zur Erinnerung ließ er vier Stelen aufstellen, unter anderem die von Kabret mit der Inschrift:

„Der König Dareios spricht: Ich bin Perser. Von Persien aus eroberte ich Ägypten. Ich befahl, diesen Kanal zu graben von dem Nil genannten Fluss in Ägypten bis zu dem Meer, das in Persien beginnt. Als dieser Kanal gegraben war wie ich es befohlen habe, sind Schiffe von Ägypten bis nach Persien gefahren, wie ich es gewollt hatte.“

Die vier, beim Bau des Sueskanals entdeckten Stelen standen (1) im von Necho II. Ende des siebten Jahrhunderts v. Chr. neu gegründeten Pitom (Heroonpolis), (2) zwischen Timsah- und Großem Bittersee bei Serapeum, (3) bei Kabret in der Nähe des südlichen Endes des großen Bittersees und (4) ca. 6 km nördlich von Sues.
Es ist nicht bekannt, wie lange der Kanal des Dareios I. benutzt wurde. Nach dem Zerfall des Perserreiches wurde der nicht einfach zu befahrende Seeweg entlang der weitgehend leeren arabischen Küsten nach Persien uninteressant; die Route muss in Vergessenheit geraten sein. Zur Zeit Alexanders des Großen galt die Umschiffung Arabiens wegen der Hitze und der Einöde wieder als undurchführbar. Der Handel lief wieder über die Karawanenstraßen.

### Ptolemäischer Kanal
Unter Ptolemaios II. Philadelphos (284 bis 246 v. Chr.) erneuerten die Ptolemäer den Kanal und bauten Schleusen an der Einmündung in den Golf von Sues, um das Eindringen von Salzwasser zu verhindern. Dieser ptolemäische Kanal soll vom Pelusischen Nilarm bei der Stadt Daphne über die Ebene von El Ferdan zum Timsahsee geführt worden sein, wo er auf den alten Pharaonenkanal traf, der neu ausgehoben werden musste. Dieser Kanalbau scheint in der schlecht erhaltenen und kaum lesbaren, nach ihrem Fundort benannten Pithomstele berichtet zu werden. An der Mündung des Kanals in das Rote Meer wurde der Ort Arsinoë angelegt, benannt nach Arsinoë Philadelphos, der zweiten Ehefrau und leiblichen Schwester Ptolemaios II. Die genaue Lage dieses Ortes scheint jedoch nicht bekannt zu sein. In den Karten, die von Napoleons Ingenieuren bei seiner Ägyptischen Expedition angefertigt und in der Description de l’Égypte wiedergegeben wurden, werden die Ruinen von Arsinoë bzw. Cleopatris jedoch auf einem kleinen Hügel nördlich der flachen Bucht eingezeichnet, in der der Golf von Sues endete. Weder der Hügel noch die Bucht sind heute noch erkennbar.
Zur Zeit von Kleopatra VII. (69 bis 30 v. Chr.) war der pelusische Nilarm nach Westen gewandert und als Wasserweg nicht mehr benutzbar, so dass auch keine Kanalverbindung mehr bestand.

### Trajanischer Kanal
Unter Kaiser Trajan wurden um 100 n. Chr. die Arbeiten an dem Kanal wieder aufgenommen und ein neuer Verbindungskanal vom heutigen Kairo (Babylon) über Bilbeis zum alten Bubastis-Kanal hergestellt, der als Amnis Trajanus bzw. Amnis Augustus bezeichnet wird. Gegenüber der ptolemäischen Stadt Arsinoë ließ Trajan den befestigten Hafen Klysma (Cleopatris, später Kolzum) anlegen. Auch die Lage dieses Ortes lässt sich heute nicht genau feststellen. In einer der napoleonischen Karten ist jedoch Kolzum unmittelbar nordwestlich des damaligen Sues eingezeichnet und würde demnach heute im Stadtgebiet von Sues liegen. Mit dem trajanischen Kanal wurde eine direkte Schiffsverbindung zur oströmischen Provinz Arabia Petraea geschaffen, um die Warentransporte zu vereinfachen. Dieser Kanal wurde auch unter Kaiser Hadrian (117 bis 138 n. Chr.) aufrechterhalten. Zur Zeit des Todes Kaiser Trajans 117 n. Chr. beherrschte Rom alle Häfen des Roten Meeres und des Persischen Golfes. Der Handelsverkehr von Ägypten nach Süden und Osten hatte seinen Höhepunkt erreicht. Damit begann die direkte Vorgeschichte des späteren Sueskanals.
Im 3. Jahrhundert verschlechterte sich die wirtschaftliche Situation. Der Fernhandel mit Indien und China wurde mehr und mehr von den Sassaniden übernommen. Der Kanal verlor an Bedeutung, ist aber weiter unterhalten worden. Es wird angenommen, dass der Kanal zu Beginn der Herrschaft der Araber zumindest während des Nilhochwassers noch schiffbar war, andere meinen, dass er zu der Zeit schon versandet gewesen sei.

### Arabischer Kanal
Amr ibn al-As, ein Feldherr Mohammeds, der von 641 bis 644 n. Chr. in Ägypten herrschte, ließ den Kanal wiederherstellen, um die arabischen Stätten mit Getreide zu versorgen und als Transportweg für die Pilger.
Al-Mansur, der zweite abbasidische Kalif, soll jedoch 770 die Schließung des Kanals als Maßnahme gegen seine Feinde in Medina befohlen haben.

## Hintergrund

### Geographie
Im Alten Ägypten führte der östlichste, der Pelusische Nilarm vom heutigen Kairo zu dem östlich, jenseits des heutigen Port Said gelegenen Pelusium. Von dem an diesem pelusischen Nilarm gelegenen Bubastis führt(e) das auf den heutigen Satellitenbildern deutlich erkennbare Wadi Tumilat zum Timsahsee. Das Wadi Tumilat ist weitgehend eben und liegt heute 5,5 bis 6,5 Meter über dem Meeresspiegel. Im westlichen Teil des Wadi Tumilat scheint sich ein See befunden zu haben. Vom Timsahsee sind es nur wenige Kilometer zu den südlich davon gelegenen Bitterseen, die wiederum nur einige Kilometer nördlich des heutigen Sues liegen.
Das Wadi Tumilat war in erdgeschichtlicher Zeit ein großes Flussbett. Es scheint nach der letzten Eiszeit seine heutige Form erhalten und sich seit etwa 3000 v. Chr. nicht mehr wesentlich geändert zu haben. Am Ende des Alten Reiches wurde das trockene Wadi immer wieder durch Nilfluten überschwemmt. Während des Mittleren Reiches gab es dagegen hohe Nilfluten, die erst im Neuen Reich während der 20. Dynastie nachließen. Während der Spätzeit ab ca. 600 v. Chr. gab es offensichtlich wieder hohe Nilfluten, die die Bewohner des Wadi auf höher gelegene Gebiete zwangen. Kurz nach der ptolemäischen bzw. griechisch-römischen Zeit wurde das Wadi wohl verlassen.
Der Nil hatte somit zumindest während der Nilfluten immer wieder einen natürlichen Abfluss durch das Wadi Tumilat. Auch 1860 n. Chr. gab es noch eine Nilflut durch das Wadi Tumilat zum Timsahsee.
Unklar scheint zu sein, ob und wann die Bitterseen ein Teil des Roten Meers waren und erst durch die Anhebung einer Strecke nördlich von Sues von ihm getrennt wurden. Diese Anhebung sei in vorgeschichtlicher Zeit erfolgt, nach anderer Meinung erst in der Antike. In der unten stehenden Karte von 1857 wird ohne nähere zeitliche Angabe vermerkt, dass die Bitterseen früher ein Teil des Roten Meeres gewesen seien. Die Karte Ägypten, Neues Reich in Putzgers Historischem Schul-Atlas von 1917 zeigt ebenfalls einen bis in die Bitterseen reichenden Golf mit einer Verbindung zum Wadi Tumilat. Diese Angaben stammen jedoch aus einer Zeit, als die Plattentektonik noch unbekannt war. Die Stelen des Dareios I. führen aber zu der Annahme, dass sie den von ihm gebauten Kanal markieren, der demnach bis kurz vor Sues ging. Eine solche Stele dürfte kaum am Ufer eines befahrbaren Meerarmes aufgestellt worden sein, es sei denn, dass die Verbindung in die Bitterseen so flach war, dass diese flache Meereszunge ebenfalls ausgegraben werden musste. Die oben erwähnten Karten aus Napoleons Ägyptischer Expedition zeigen Spuren des alten Sueskanals (Vestiges de l’ancien Canal de Suez), die unmittelbar am Golf von Sues beginnen und am südlichen Ufer der Bitterseen enden. bzw. östlich von Bubastis beginnen und quer durch das ganze Wadi Tumilat führen.

### Längen und andere Maßangaben
Die folgenden Längenangaben für die Kanalabschnitte sind ungefähre Angaben, keinesfalls aber exakte Kanallängen.
| Bubastis – Ismailia | 072 km |
| Bubastis – Sues     | 160 km |
| Kairo – Bilbeis     | 050 km |
| Kairo – Ismailia    | 128 km |
| Kairo – Sues        | 210 km |

Nach Plinius d. Ä. soll der Kanal 100 Fuß breit und 30 Fuß tief gewesen sein und eine Länge von 37 1⁄2 Meilen bis zu den Bitterseen bzw. von 62 1⁄2 Meilen vom Delta bis zum Roten Meer gehabt haben. Dies ergäbe eine Breite von 35 Meter, eine Tiefe von 10 Meter; und Längen von 55,6 Kilometer bis zum Bittersee bzw. 92,6 Kilometer bis zum Roten Meer.
Plinius’ Längenangaben scheinen wenig Sinn zu ergeben. Die Tiefe von zehn Meter ist illusorisch. Der ursprüngliche Sueskanal war nur acht Meter tief. Kein Kanal wird tiefer gebaut, als für die Schifffahrt notwendig. Der Tiefgang der damaligen Schiffe dürfte deutlich unter zwei Meter gelegen haben. Die Breite würde den Angaben Herodots entsprechen, dass zwei Trieren aneinander vorbeifahren konnten, wenn man den Rumpf mit knapp fünf Meter und für die Ruder samt Sicherheitsabstand auf beiden Seiten nochmals je fünf Meter ansetzt.

### Bautechnische Überlegungen
Das Nildelta besteht aus mehrere Meter tiefem, mit Sanden versetzten Schwemmland, das sich in trockenen Verhältnissen relativ leicht ausheben lässt. Zwischen Ismailia und den Bitterseen besteht der Untergrund weitgehend aus Sanden, während im Bereich zwischen den Bitterseen und Sues mit Sand vermischte Felsbrocken angetroffen werden. Auch dies lässt daran zweifeln, dass die Bitterseen in jüngerer Zeit Teil des Golfes waren. Waren sie es nicht, hatten sie infolge der hohen Verdunstung einen deutlich niedrigeren Wasserspiegel als das Rote Meer und, wie der Name bereits andeutet, mangels eines Abflusses auch salziges Wasser. Die Kanalbauer werden deshalb ihren vom Nil gespeisten Süsswasserkanal (ebenso wie der heutige Süsswasserkanal) an den Bitterseen entlang und nicht (wie der heutige, Salzwasser führende Sueskanal) durch sie hindurch geführt haben. Es wäre mit damaligen Mitteln nicht möglich gewesen, das Eindringen von Salz in den Süsswasserkanal zu verhindern.
Die Böschungsneigung des heutigen Sueskanals beträgt 4:1. Im Schlick des Wadi Tumilat wären vielleicht steilere Böschungen möglich, die natürlich wesentlich schneller auswaschen und abrutschen und deshalb mehr Unterhalt erfordern. Eine Neigung von 2:1 dürfte jedoch nicht möglich sein.
Setzt man (mit Plinius) eine Breite (an der Wasseroberfläche) von 35 Meter und eine (großzügige) Tiefe von 3 Meter an, so ergibt sich bei einer Böschungsneigung von 4:1 ein Querschnitt von 69 Quadratmeter und bei einer Neigung von 2:1 ein Querschnitt von 87 Quadratmeter, wenn man vernachlässigt, dass die Böschung ja deutlich höher als der Wasserspiegel sein muss. Nur für die 72 Kilometer des Kanals von Bubastis bis zum Timsahsee ergäbe dies einen Aushub von deutlich über fünf Millionen Kubikmeter. Zum Vergleich: für die Cheops-Pyramide wird ein Volumen von rund 2,5 Millionen Kubikmeter angegeben. Diese enormen Mengen führen zu der Überlegung, dass möglicherweise die von Herodot und Plinius angegebene Breiten nicht oder nur auf Ausweichstrecken zutrafen und dass der Kanal zumindest streckenweise einem natürlichen Wasserarm folgte, der nur ausgebaut werden musste.
Ein Kanal im Schwemmland oder in sandigen Böden muss laufend unterhalten und ausgebaggert werden, insbesondere, nachdem Fluten oder Sandstürme größere Mengen an Schlick oder Sand eingebracht haben. In Zeiten, in denen das (militärische oder zivile) Verkehrsaufkommen stark sinkt, wird regelmäßig der Unterhalt vernachlässigt, so dass der Kanal in kurzer Zeit nicht mehr befahrbar ist.

## Der Kanal heute
In den folgenden Jahrhunderten versandete der Kanal zusehends. Allerdings soll ein Teil des Kanals zwischen Bubastis/Zagazig und Kassassin (el-Qassasin) (etwa auf halber Strecke nach Ismailia gelegen: 30° 34′ N, 31° 56′ O) noch 1861 offen gewesen sein. Eine deutsche Karte aus dem Jahr 1860 (Das Rothe Meer und die wichtigsten Häfen seiner Westhälfte … von A. Petermann) zeigt einen Kanal, der an den „Ruinen von Heroonpolis“ („Pitom“ beziehungsweise „Tell el-Maschouta“) vorbei zu den Bitterseen und weiter in den Golf von Sues führt.
Im Laufe des Baus des Sueskanals im 19. Jahrhundert wurde dieser Kanal wieder in Stand gesetzt und als Süßwasserkanal in Betrieb genommen, um die Bauarbeiter zu versorgen und um in den angrenzenden Orten Landwirtschaft zu ermöglichen. Dieser von Kairo über Ismailia bis nach Sues verlaufende Süßwasserkanal existiert nach wie vor.

## Kartographische Darstellung

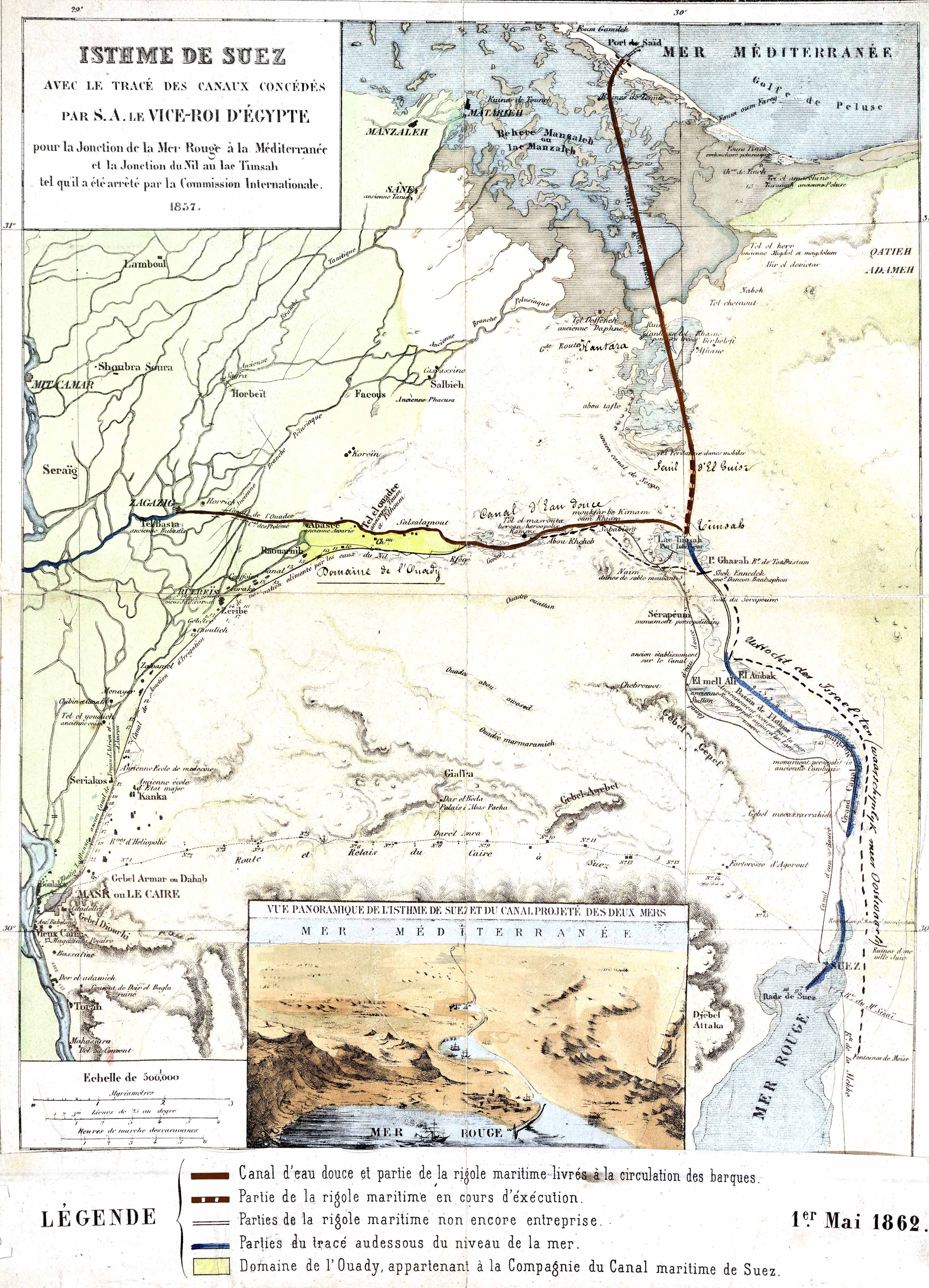
Bubastis-Kanal, Süsswasserkanal, Sueskanal

Die Karte von 1857 (gestempelt 1. Mai 1862) zeigt nicht nur den im Bau befindlichen Sueskanal und den Süsswasserkanal (horizontal in der Bildmitte), sondern auch eine Reihe von Angaben zu antiken Orten und Kanälen.
Die Legende lautet:
- Süßwasserkanal und Teil der maritimen Rinne, die zum Verkehr mit Kähnen freigegeben ist;
- Teil der maritimen Rinne in Ausführung;
- Teile der maritimen Rinne, deren Bauausführung noch nicht begonnen wurde;
- Teile der Trasse unter dem Meeresspiegel;
- Liegenschaft von Ouady im Eigentum der Compagnie du Canal maritime de Suez.

In der Version mit höherer Auflösung und mit der Lupenfunktion (Anklicken) lassen sich unter anderem folgende Eintragungen erkennen, beginnend links unten bei Kairo:
- Vieux Caire / Anc(ien) Babylon (Alt-Kairo / Babylon als alter Name von Kairo)
- Masr/Le Caire (arabischer und französischer Name von Kairo)
- ancien Canal de Trajan, d’Adrien et d’Amrou (alter Kanal des Trajan, des Hadrian und des Amr ibn al-As)
- Canal de Jonction d’irrigation et de navigation alimenté par les eaux du Nil (Bewässerungs- und Schiffahrts-Verbindungskanal, durch das Nilwasser gespeist)
- Bilbeis
- Zagazig / Tel Basta / ancien Bubastis (Zagazig / dessen arabischer Name Tel Basta / altes Bubastis)
- Ancienne Branche Pélusiaque (alter pelusicher Nilarm)
- Canal de l’Ouadee / Canal des Ptolémé (Kanal des Wadi, Kanal der Ptolemäer)
- Abasee / ancienne Awaris (Ort Abasee, altes Avaris)
- Tel el ouadee / ancienne Toum et Pithoum (Ort Tel el ouadee, altes Toum und Pithom)
- Domaine de l’Ouady (Liegenschaft von Ouady)
- Canal d’Eaux douce (Süßwasserkanal)
- Tel el masrouta; heroan héroopolis; Ramses (Tel el-Maskhutah, … Heroopolis …)
- Lac Timsah (Timsahsee)

nördlich:
- Seuil d’El Guirs (Schwelle von El Guirs)
- Kantara
- Tel Deffeneh, ancienne Daphne (altes Daphne)
- (rechts oben) Golfe de Peluse (Bucht von Pelusium)
- (an der südlichsten Stelle der Bucht) Tel el amarchine / ancienne Peluse (altes Pelusium)

südlich:
- Sérapéum, monument persepolitain (Serapeum, persisches Monument)
- Canal d’eau douce (Süsswasserkanal)
- Bassin de l’Isthme. Anciennement occupé par la mer Rouge appelé aujourd’hui Lacs amèrs (Isthmusbecken. Früher Teil des Roten Meers, heute Bitterseen genannt)
- Grand Canal Maritime (Großer Schiffahrtskanal)
- Forteresse d’Agerout (Festung von Agerout, anderweitig auch Ageroud genannt)
- Suez
- Rade de Suez (Reede von Suez)